# Nathan Appleton Residence
Als Nathan Appleton Residence (auch Appleton-Parker Houses bzw. Women’s City Club) wird das ehemalige Wohnhaus des Politikers und Unternehmers Nathan Appleton in Boston im US-Bundesstaat Massachusetts bezeichnet. Es ist seit 1962 Contributing Property des historischen Bezirks Beacon Hill, das den Status einer National Historic Landmark hat. Seit 1977 ist es als Baudenkmal eigenständiger Relevanz im National Register of Historic Places eingetragen und ist selbst eine National Historic Landmark.

## Beschreibung

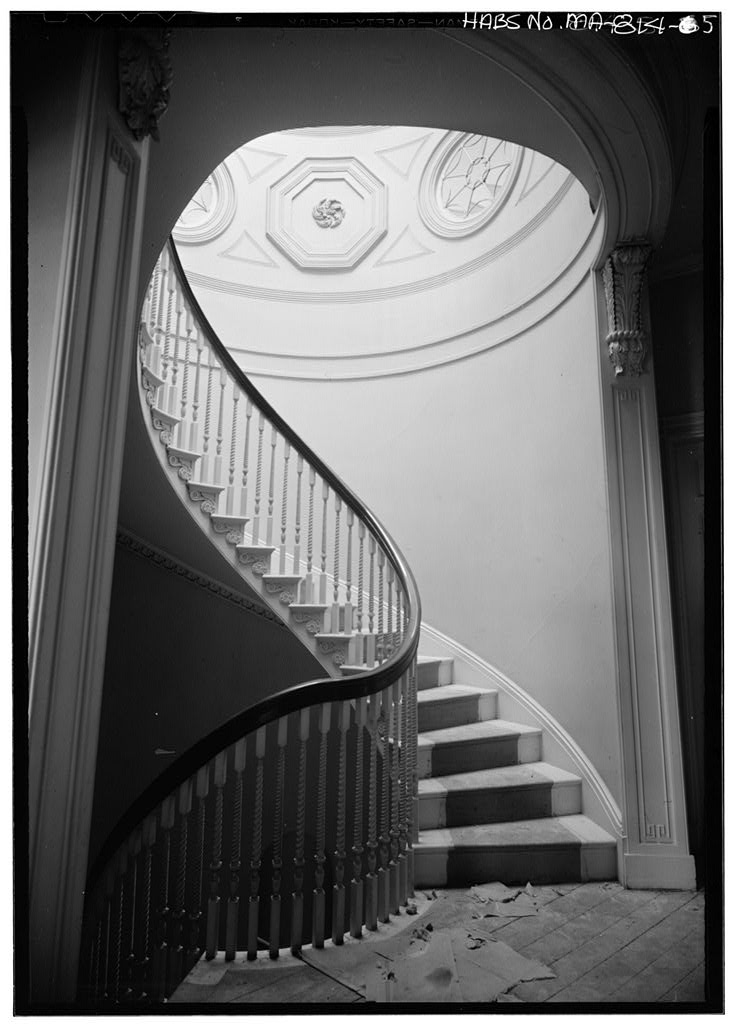
Treppenhaus im 3. Stock, 1940

In einer Hälfte dieses aus roten Ziegeln errichteten Doppelhauses, das Alexander Parris für ihn (Haus Nr. 39) und seinen langjährigen Geschäftspartner Daniel Parker (Haus Nr. 40) entworfen hatte, wohnte Appleton von 1821 bis zu seinem Tod im Jahr 1861. Das Haus wurde überregional bekannt, als dort Appletons Tochter Frances Elizabeth den Schriftsteller Henry Wadsworth Longfellow heiratete. Seit 1914 befindet sich dort der Sitz des Bostoner Women’s City Club, der das Haus instand hält und den bis dahin verbreiteten Irrtum auflöste, es sei von Charles Bulfinch entworfen worden.
Die mit ihrem Eingang nach Süden ausgerichteten Doppelhaushälften, die durch eine Brandschutzwand verbunden sind, bildeten 1821 nahezu perfekte Spiegelbilder zueinander und glichen sich auch im Inneren bis auf wenige Details. Sie waren zunächst drei Stockwerke hoch und drei Joche breit, wobei jeweils der äußerste Teil bogenförmig nach vorne gewölbt war. Das nur leicht geneigte Dach wurde über dem dritten Stock von einer Balustrade begrenzt. Ein einstöckiger Anbau auf der Rückseite bot Raum für Personalquartiere und Pferdeställe.
Bis heute wurden eine Vielzahl von Modifikationen am Erscheinungsbild der Gebäude vorgenommen, jedoch blieb der ursprüngliche architektonische Charakter – insbesondere zur Straßenseite hin – erhalten. So wurde in den 1870er Jahren ein viertes Stockwerk hinzugefügt, wobei die Balustrade erhalten blieb und auf die neue Dachhöhe versetzt wurde. Das originale Gesims wurde jedoch nicht entfernt und läuft heute auf der Höhe des dritten Stockwerks um das Gebäude. Auch der Anbau wurde 1886 und 1914 erweitert. Von der Straße aus sind lediglich das vierte Stockwerk und die 1953 hinzugefügten Balkone im dritten und vierten Stock als Veränderungen im Vergleich zum Originalzustand sichtbar.
Im Haus von Nathan Appleton erreicht man nach Eintritt durch die Vordertür ein kleines Vestibül, von dem aus eine weitere Tür in einen durch das gesamte Haus reichenden Flur führt, dessen erstes Drittel durch eine Gewölbedecke gekennzeichnet ist. Rechter Hand befindet sich das Speisezimmer des Clubs, das bereits von Appleton selbst zu diesem Zweck genutzt wurde. Der Mauermantel des Raums besteht aus weißem Marmor, der Intarsien aus grünem Marmor aufweist. Die von Thomas Chippendale angefertigten Stühle stammen aus dem ehemaligen Besitz von Oliver Hazard Perry. Hinter dem Speisezimmer befinden sich die ehemalige Vorratskammer, ein Ankleideraum und eine modern eingerichtete Toilette. Im hinteren Bereich wurde aus den ehemaligen Personalräumen und den Ställen ein drei Zimmer umfassendes Apartment gebildet. Links des Korridors liegt die Bibliothek mit Bücherregalen aus Mahagoni und einem Mauermantel aus weißem Marmor. Dahinter befindet sich der spiralförmige Treppenaufgang, der bis in das oberste Stockwerk führt.
Im zweiten Stock führt ein Korridor, der über eine noch im Original erhaltene Brandschutztür mit dem Nebengebäude verbunden ist, zu einem Badezimmer sowie zu einer weiteren Bibliothek, deren Mauermantel ebenfalls aus weißem italienischen Marmor besteht. Rechts davon befindet sich der Salon, in dem 1843 Longfellow und Frances Appleton heirateten. Die Südwand wird von der gewölbten Außenmauer gebildet, weshalb die ihr gegenüberliegende Mauer ebenfalls – allerdings gegensätzlich – gewölbt ausgeführt wurde, um den Raum oval werden zu lassen. Die übrigen Räume des zweiten Stockwerks beherbergen ein heute als Büro genutztes ehemaliges Schlafzimmer sowie ein kleineres Empfangszimmer. In den beiden oberen Stockwerken befinden sich vorwiegend Schlafräume, die heute von Clubmitgliedern bewohnt werden. Zum erleichterten Zugang wurde in der Nähe der Haupttreppe ein moderner Aufzug installiert.
Das Doppelhaus wurde am 19. Dezember 1962 als Contributing Property des Beacon Hill National Historic Landmark District eingestuft. Beacon Hill Historic District wurde am 15. Oktober 1966 in das „National Register of Historic Places“ aufgenommen. Aufgrund der Bedeutung von Nathan Appleton wurde das Haus am 22. Dezember 1977 als eigenständige National Historic Landmark anerkannt. Am gleichen Tag folgte die Aufnahme als Baudenkmal in das National Register of Historic Places.

## Historische Bedeutung

### Wohnhaus
Das Wohnhaus wurde im Wesentlichen aufgrund der herausragenden Rolle von Nathan Appleton in der US-amerikanischen Industriegeschichte in das NRHP eingetragen. So gründete er im Jahr 1815 als Handelsvertreter der Boston Manufacturing Company die erste Verkaufsniederlassung für Textilien in den Vereinigten Staaten, um die bis dahin ausschließlich am jeweiligen Herstellungsort angebotenen Produkte der Fabriken erfolgreicher vermarkten zu können. Diese damals völlig neue Vermarktungsstrategie wird von der Textilindustrie im Grundsatz bis heute verfolgt. Appleton unterstützte die Boston Manufacturing Company auch finanziell und trug dazu bei, dass das Unternehmen zur ersten „modernen“ Fabrik der Vereinigten Staaten wurde, die erstmals eine vollintegrierte Produktion vom Rohstoff bis zum fertigen Produkt unter einem Dach umsetzte.
Appleton war zudem ein wesentlicher Treiber der industriellen Entwicklung Neuenglands nach 1815. Da er einer der erfolgreichsten Importeure und Exporteure der Region war, erkannte er das Potenzial der Textilindustrie und verlagerte ab 1812 nach und nach seine geschäftlichen Aktivitäten in diese Branche. Von seiner Familie als „the Great Manufacturer“ (deutsch der Große Fabrikant) bezeichnet, war Appleton 1850 der größte Textilproduzent der USA und vertrat die Branche bundesweit.

### Unternehmerischer Werdegang von Nathan Appleton
Der 1779 geborene Appleton entschied sich Ende des 18. Jahrhunderts gegen eine akademische Karriere und trat als Buchhalter in das Unternehmen seines älteren Bruders Samuel ein. Er erlernte in der täglichen Praxis wichtige kaufmännische Grundlagen und übernahm zunehmend mehr Verantwortung im Unternehmen, bis er 1800 von seinem Bruder zum Partner gemacht wurde und sie gemeinsam die Firma „S. & N. Appleton Co.“ gründeten.
In den folgenden neun Jahren erwirtschaftete Nathan bis zur Beendigung der Partnerschaft ein beachtliches Vermögen durch Import-/Exportgeschäfte sowie den Handel von Waren wie Töpfen, Kalisalzen, Baumwolle, Reis, Kaffee, Zucker, Fleisch und Opium. 1810 gründete er mit seinem Bruder Eben und Daniel P. Parker die Unternehmen „Parker, Appleton & Co.“ und „Nathan Appleton & Co.“ in Boston sowie die Firma „Eben, Appleton & Co.“ in Liverpool. Nathan selbst arbeitete hauptsächlich für „Nathan Appleton & Co.“ und stand den anderen beiden Unternehmen vorwiegend als Berater zur Seite. Alle drei Firmen arbeiteten trotz des Napoleonischen Kriegs, Handelsbeschränkungen durch die Bundesregierung der Vereinigten Staaten und des Britisch-Amerikanischen Kriegs erfolgreich, und das Privatvermögen von Appleton wuchs kontinuierlich an.
1810 traf Nathan Appleton auf einer Reise durch Schottland auf Francis Cabot Lowell, der ihn vom Potenzial einer großflächigen Textilindustrie in Neuengland überzeugte. Lowell gründete daraufhin 1813 die Boston Manufacturing Company (BMC), an der sich Appleton mit 5000 US-Dollar (heute ca. 90.000 Dollar) beteiligte. Damit war er nicht nur der größte Teilhaber, sondern auch der wichtigste Bestimmer der unternehmerischen Ausrichtung. Kurz nach Beginn der Produktion von Baumwolltextilien 1815 hatte das Unternehmen jedoch Probleme, seine Waren am Markt zu platzieren. Appleton nutzte daraufhin seine kurz zuvor gegründete Firma „Benjamin C. Ward & Co.“, um die Kleidungsstücke der BMC zu verkaufen.
Zusätzlich führte das Unternehmen anfänglich Management- und Finanzfunktionen seiner Auftraggeber aus und übernahm beispielsweise den Ankauf von Rohstoffen, die Vorfinanzierung von Personalkosten oder auch buchhalterische Aufgaben. Bei Bedarf stellte es auch Lagerräume und Umschlagplätze zur Verfügung. Auch wenn diese Zusatzaktivitäten nach und nach eingestellt wurden, blieb der Vertrieb der Produkte als wesentliche Geschäftsgrundlage erhalten.
1820 war die BMC so erfolgreich, dass Appleton sich nach weiteren Investitionsmöglichkeiten umsah. So unterstützte er die Gründung der Merrimack Manufacturing Company in East Chelmsford, das später auf Anregung Appletons in Erinnerung an seinen Geschäftspartner in Lowell umbenannt wurde. 1837 erlangte er gemeinsam mit Partnern die Kontrolle über die Amoskeag Manufacturing Company in Manchester und baute die Stadt zu einem Zentrum der Textilindustrie aus. Mitte der 1840er Jahre unterstützte er Abbott Lawrence bei der Gründung der nach ihm benannten Stadt Lawrence und war an der Gründung von 14 Unternehmen, an vielen weiteren lediglich finanziell beteiligt. 1850 war Appleton der größte Textilfabrikant der Vereinigten Staaten.